# Korek (surowiec)

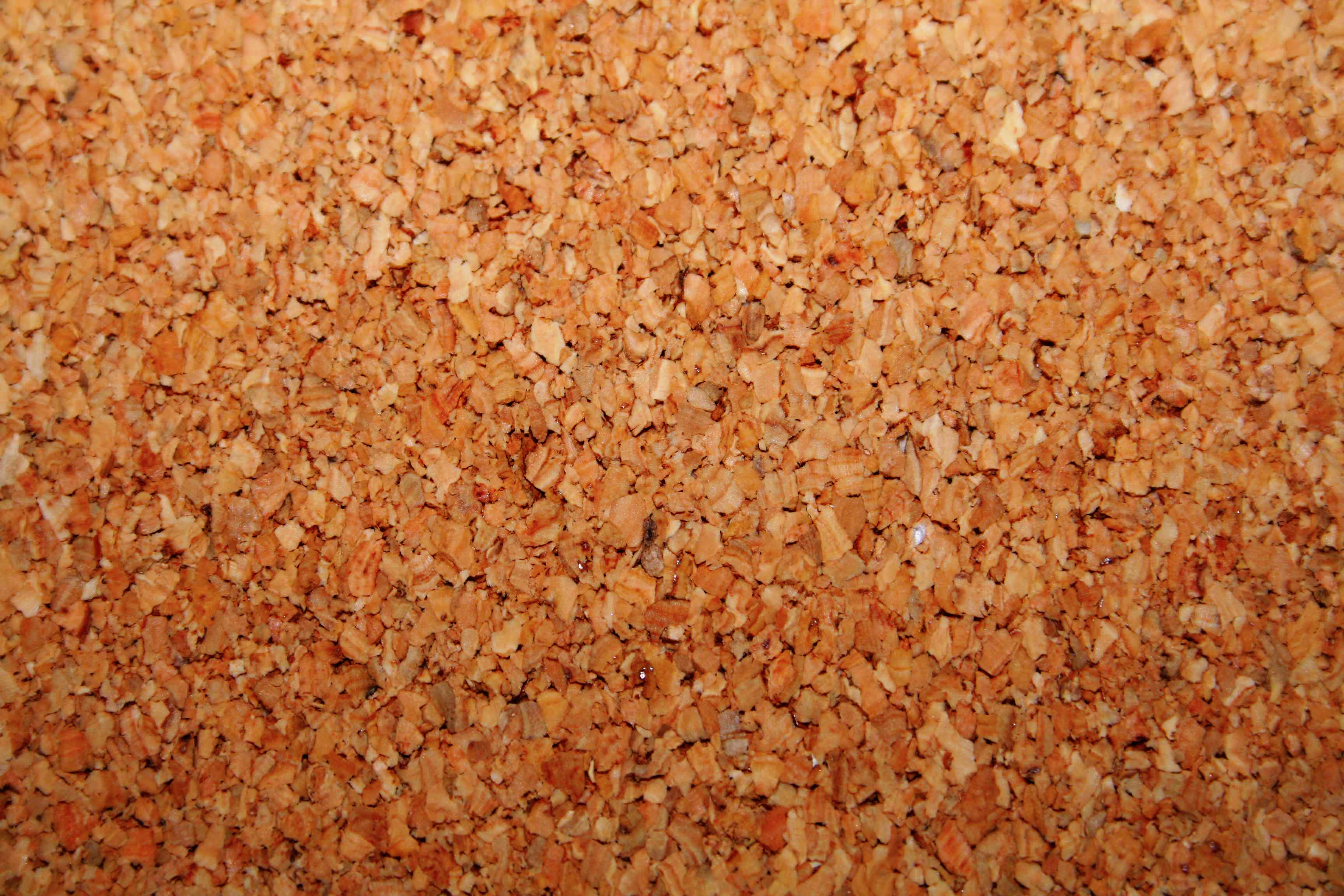
Panel korkowy (z granulatu)

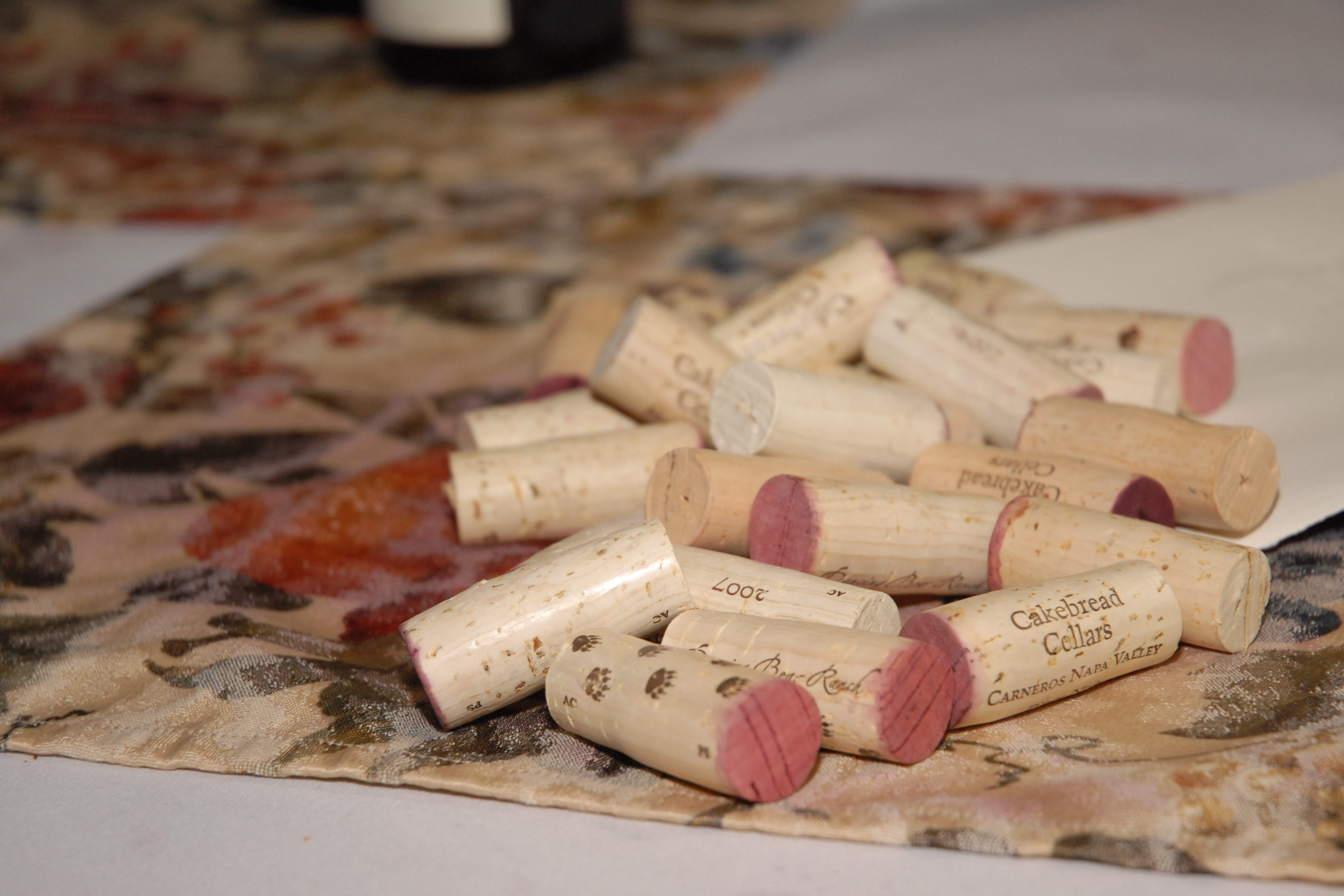
Korki od butelek z winem, wycinane z litej płyty

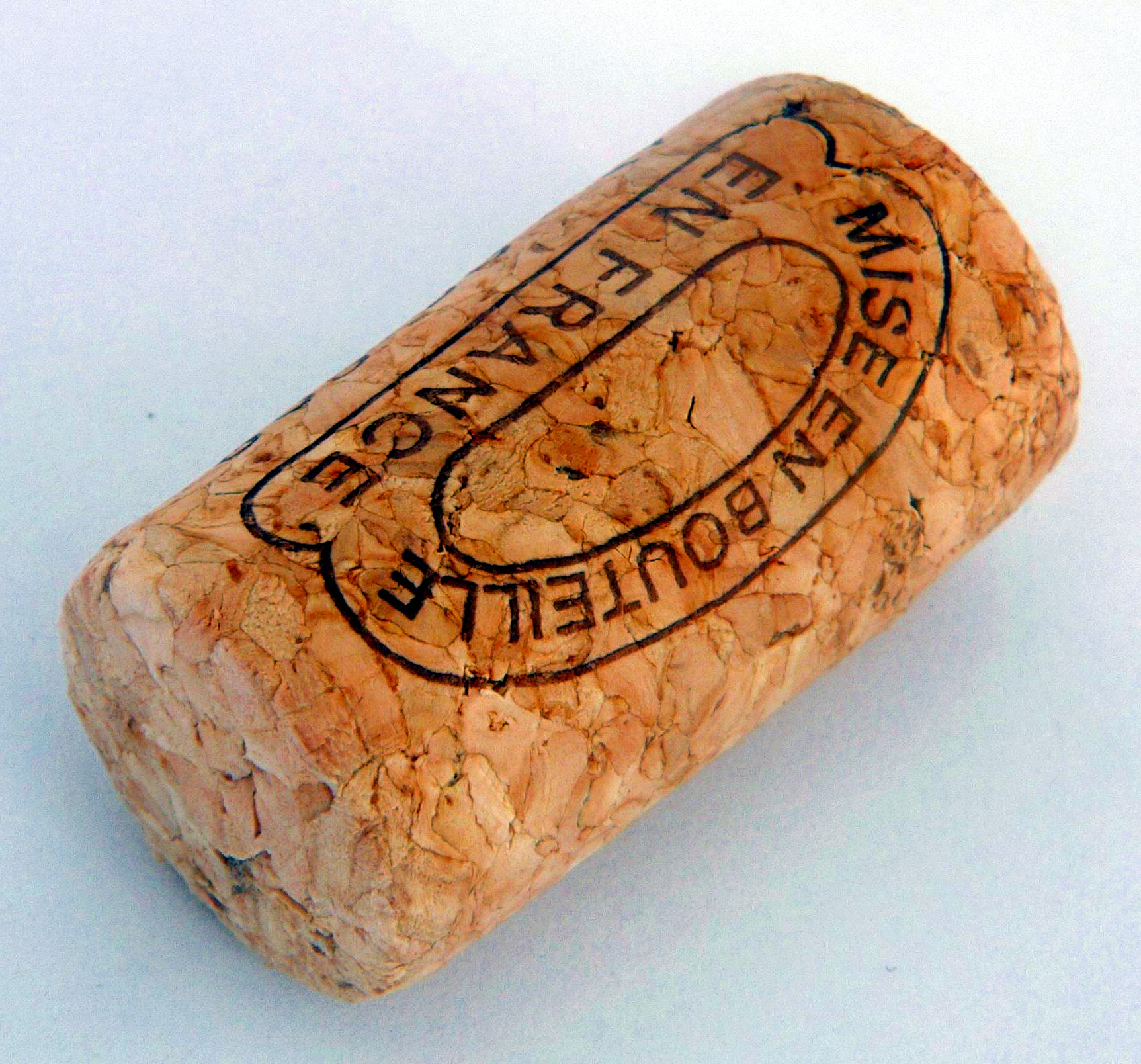
Korek od butelki z winem (wykonany z prasowanego granulatu)

Korek – nieprzepuszczalny, utrzymujący się na wodzie, elastyczny i ognioodporny materiał, otrzymywany z kory dębu korkowego (endemicznego dla Europy południowo-zachodniej i Afryki północno-zachodniej). Składa się głównie z wysyconej suberyną tkanki korkowej. Używany przede wszystkim do produkcji korków do butelek.
Obserwacje mikroskopowe korka przez Roberta Hooke'a doprowadziły do odkrycia komórki.

## Pochodzenie
Około połowy rocznej produkcji korka pochodzi z Portugalii.
Na świecie jest ok. 2 200 000 hektarów lasu korkowego, z tego 32,4% w Portugalii i 22,4% w Hiszpanii. Roczna produkcja wynosi ok. 300 000 ton, w tym 52,5% pochodzi z Portugalii, 29,5% z Hiszpanii, a 5,5% z Włoch. W Portugalii w latach 60. XX w. ok. 25 % powierzchni lasów zajmowały plantacje dębu korkowego.
Przemysł korkowy jest zwykle uważany za przyjazny dla środowiska. Drzewa żyją nawet 200 lat, a korek można z nich pozyskiwać co ok. 10–12 lat. Ponadto korek jest łatwy w recyklingu. Dąbrowy z dębem korkowym dodatkowo przeciwdziałają pustynnieniu i są miejscem życia zagrożonych gatunków, np. rysia iberyjskiego.

## Pozyskiwanie

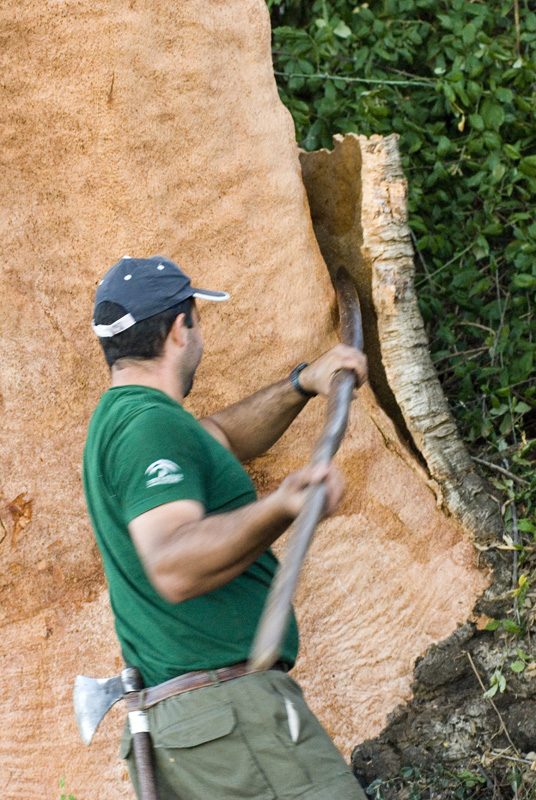
Pozyskiwanie korka w południowej Hiszpanii

Korek pozyskuje się w okresie od początku maja do końca sierpnia, gdy kora łatwiej się oddziela, nie uszkadzając rośliny. Najczęściej robi się to  w czerwcu i lipcu, najcieplejszych i najsuchszych miesiącach lata. Pierwszy raz robi się to, gdy drzewo ma 25–30 lat i obwód przynajmniej 60 cm. Kolejne zbiory można wykonywać co 10 lat (minimalny okres wymagany prawnie), z tym, że dopiero trzeci zbiór daje surowiec pełnowartościowy. Przy każdym kolejnym zbiorze jakość korka rośnie. Proces ten kończy się, gdy drzewo osiąga wiek 100-150 lat.
Korę oddziela się bardzo ostrą siekierą, wykonując jedno poziome cięcie dookoła rośliny i dwa-trzy pionowe. Następnie wsuwa się płaski trzonek siekiery między korę a drzewo i używa go jako dźwigni.
Surowe płaty kory przez 4 lub 5 miesięcy pozostają pod wpływem naturalnych czynników klimatycznych (temperatura, deszcz i in.), co prowadzi do zamykania się porów korka po wewnętrznej stronie kory. Następnie korę gotuje się przez ok. 40 minut, aby korek nabrał giętkości i miękkości. Po wysuszeniu może on być stosowany jako materiał do produkcji różnych wyrobów.

## Wykorzystanie

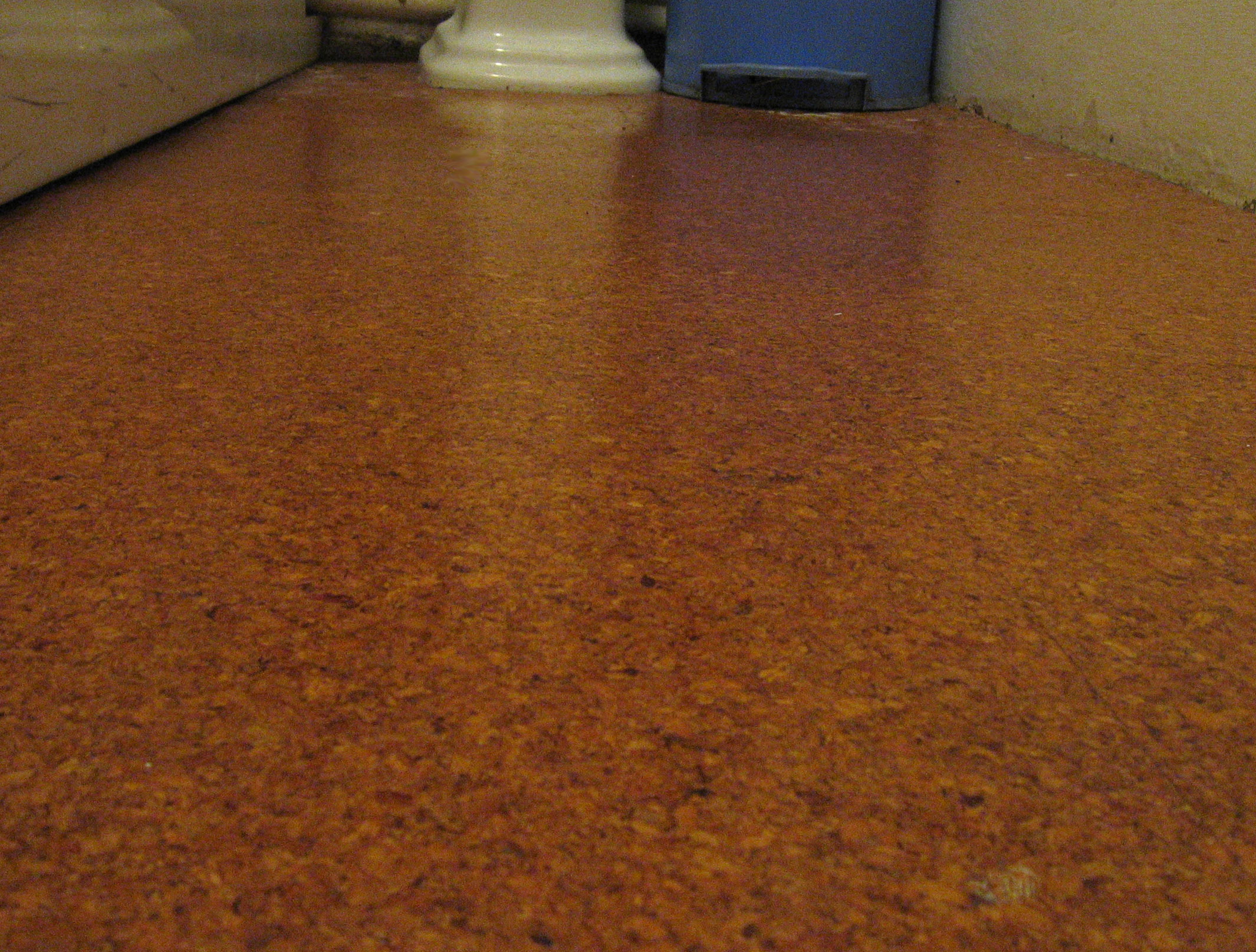
Korek pokryty werniksem może być wykorzystany jako podłoga.

Elastyczność i nieprzepuszczalność korka sprawiają, że jest świetnym materiałem na korki do butelek, np. od wina czy szampana. Ok. 60% korka przetwarzane jest w ten sposób. Część korków wykonuje się również z prasowanego granulatu korkowego, powstającego jako odpad przy wycinaniu korków z płyt.
Niska gęstość pozwala na wykorzystanie go do produkcji spławików i rączek od wędek (zamiast neoprenu).
Bąbelkowa struktura i ognioodporność pozwalają na wykorzystanie go do izolacji akustycznej i termicznej ścian, podłóg i sufitów domów. Produkuje się z niego też tablice korkowe oraz materiały podłogowe. Tego rodzaju wyroby prasuje się zwykle z granulatu korkowego, uzyskiwanego z gorszej jakości materiału lub odpadów z produkcji korków.
Granulki korkowe mogą być również wymieszane z betonem. Taki beton ma niższe przewodnictwo cieplne, niższą gęstość i dobrze absorbuje energię.

### Inne
Korek jest stosowany również:

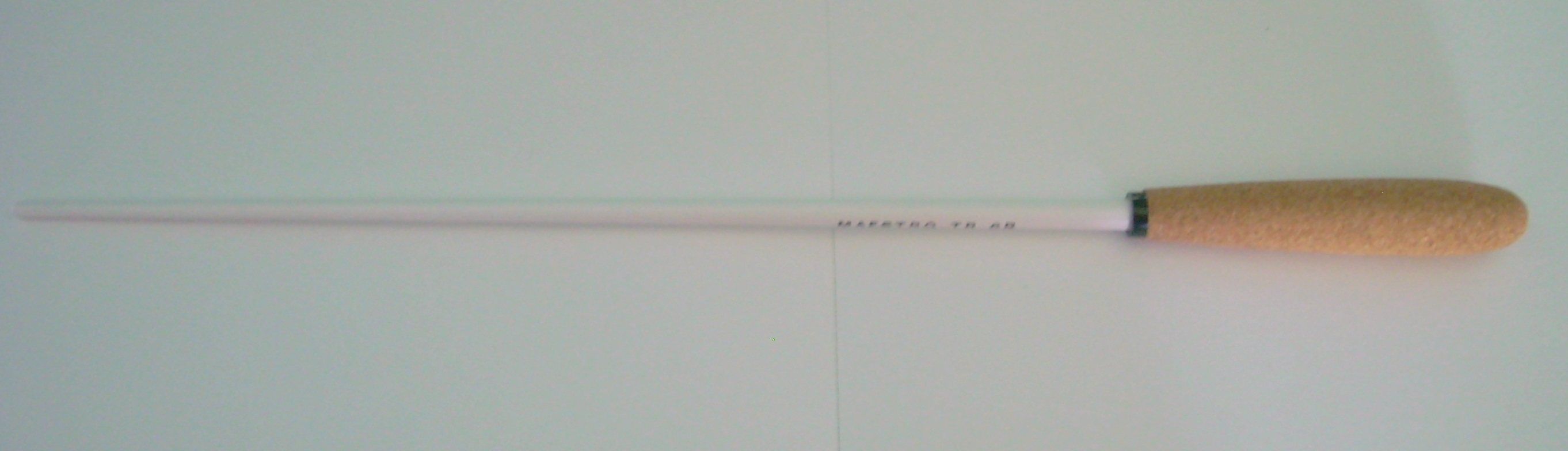
Batuta z korkową rączką

- w instrumentach muzycznych, przede wszystkim dętych, aby połączyć elementy konstrukcji; z korka wykonuje się też rączki batut
- jako wypełnienie piłek do baseballu i krykieta
- wewnątrz butów dla zwiększenia komfortu, w tym lepszej izolacji cieplnej
- jako hełm korkowy